# Rudolf von Brudermann
Rudolf Nikolaus Ritter von Brudermann (n. 9 ianuarie 1851, Gyöngyös – d. 15 ianuarie 1941, Kaltenleutgeben) a fost unul dintre generalii Armatei Austro-Ungare din Primul Război Mondial.
A îndeplinit funcția de comandant al Corpului de Cavalerie în campania acestuia din România, având gradul de general de cavalerie.